# شركة ميتري
شركة ميتري (Mitre Corporation) هي منظمة أمريكية غير ربحية مقرها في كل من بيدفورد، ماساتشوستس، وماكلين، فيرجينيا . تدير مراكز البحث والتطوير الممولة فيدرالياً والتي تدعم مختلف الوكالات الحكومية الأمريكية في مجالات الطيران والدفاع والرعاية الصحية والأمن الداخلي والأمن السيبراني وغيرها.

## تاريخ
تأسست ميتري في بيدفورد ، ماساتشوستس في عام 1958، انبثقت عن مختبر MIT لنكولن .  كان موظفو الشركة الأوائل يقومون بتقييم نظام البيئة الأرضية شبه الأوتوماتيكي (SAGE) والدفاع الجوي كجزء من مختبرات لينكولن القسم 6. وُصفت قيادة ميتري المبكرة بأنها "مزيج من الرجال" التابعين لمؤسسة فورد ، ومعهد تحليلات الدفاع ، ومؤسسة راند ، وشركة تطوير النظام (SDC)، والقوات المسلحة الأمريكية ، بما في ذلك هوراس روان جيثر ، وجيمس راين كيليان وجيمس ماكورماك وجوليوس آدامز ستراتون . 
في أبريل 1959 ، تم شراء موقع في بيدفورد ، ماساتشوستس، بالقرب من قاعدة هانسكوم الجوية ، لتطوير مختبر ميتري الجديد ، الذي احتله ميتري في سبتمبر 1959.  أنشأت MITER مكتبًا في ماكلين في عام 1963 ،  وكان لديها ما يقرب من 850 موظفًا تقنيًا بحلول عام 1967.  سجلت MITER أول نطاق org. في 10 يوليو 1985 ، والذي لا تزال الشركة تستخدمه.   خلال الثمانينيات ، استخدم المخترق الألماني ماركوس هيس اتصال Mitre Tymnet غير الآمن كنقطة دخول للتدخل في شبكات الكمبيوتر التابعة لوزارة الدفاع الأمريكية ووزارة الطاقة وناسا .  بحلول عام 1989 ، كان لدى الشركة آلاف الموظفين في بيدفورد وماكلين. أشرف ما يقرب من 3000 موظف في قسم "القيادة والسيطرة والاتصالات والاستخبارات" ("C3I")  على المشاريع العسكرية ، بينما تم التعامل مع المشاريع غير العسكرية من قبل القسم المدني ، الذي كان يضم ما يقرب من 800 موظف في ماكلين.
بحلول التسعينيات، أصبحت ميتري "شركة هندسية متعددة الأوجه تضم نطاقًا واسعًا من العملاء"، وفقًا لما ذكرته كاثلين داي من صحيفة واشنطن بوست .  عملت MITER في برنامج الشبكة العصبية ، وخدمة الاتصالات بعيدة المدى FTS2000 لإدارة الخدمات العامة ، ونظام كمبيوتر جديد لهيئة الأوراق المالية والبورصات الأمريكية . في 29 يناير 1996 ، تم تقسيم ميتري إلى كيانين: شركة ميتري ، للتركيز على FFRDCs من أجل وزارة الدفاع و FAA ؛ وشركة جديدة تأسست في ماكلين ، تدعى Mitretek Systems حتى عام 2007 وتسمى الآن Noblis ، لتتولى أعمال بحثية غير تابعة لمراكز بحث وتطوير ممولة اتحاديًا ولوكالات حكومية أمريكية أخرى.

### المنظمة
أعادت MITER هيكلة عمليات البحث والتطوير في منتصف عام 2020 ، لتشكيل مختبرات ميتري . يعمل ما يقرب من نصف موظفي ميتري في إطار الوحدة، التي تسعى إلى "زيادة توسيع تأثير المنظمة الأم عبر مراكز البحث والتطوير الممولة اتحاديًا ومع شركاء في الأوساط الأكاديمية والصناعية". 
تم إطلاق مؤسسة MITER Engenuity (أو ببساطة Engenuity) غير الربحية في عام 2019 "للتعاون مع القطاع الخاص في حل مشاكل الصناعة مع الدفاع الإلكتروني" بالتعاون مع شركاء من الشركات.  أنشأت المؤسسة مركز الدفاع المستنير بالتهديدات الذي يضم 23 منظمة عضوًا مع فرق الأمن السيبراني، اعتبارًا من عام 2020، بما في ذلك فوجيتسو ومايكروسوفت. في سبتمبر 2020 ، أطلق مركز Engenuity للدفاع المستنير بالتهديدات وشركاؤه مكتبة محاكاة الخصم، وهو مشروع مستضاف على غيت هاب يوفر خطط محاكاة قابلة للتنزيل لمجموعات أمان الشبكات دون أي تكلفة.  ركزت الخطة الأولى للمكتبة على مجموعة الجرائم الإلكترونية البارزة FIN6. كانت MITER قد أصدرت سابقًا خطط محاكاة لمجموعات المتسللين الصينية والروسية Advanced Persistent Threat (APT) 3 وAPT29 في عامي 2017 و 2020 على التوالي.  في مارس 2021، أنشأت Engenuity برنامج التدريب MITER ATT & CK Defender لتثقيف واعتماد المتخصصين في الأمن السيبراني.

### مراكز البحث والتطوير الممولة اتحاديًا
تدير ميتري ستة مراكز بحث وتطوير ممولة اتحاديًا. يعالج مركز هندسة الأمن القومي ، المعروف سابقًا باسم مركز البحث والتطوير الممول اتحاديًا C3I حتى عام 2011 ، قضايا الأمن القومي لوزارة الدفاع.  
يدعم مركز ميتري لتطوير أنظمة الطيران المتقدمة (CAASD) وكالة الطيران الفيدرالية FAA، وهي وكالة داخل وزارة النقل . 
تم إنشاء مركز تحديث المؤسسات التابع للمنظمة، والذي يركز على تحديث المؤسسات، كمركز أبحاث وتطوير ممول اتحاديًا من IRS في عام 1998 ، قبل إعادة تسميته في أغسطس 2001. في الأصل برعاية دائرة الإيرادات الداخلية (مكتب تابع لوزارة الخزانة) ، انضمت إدارة شؤون المحاربين القدامى كراعٍ مشارك في عام 2008 ، وانضمت إدارة الضمان الاجتماعي كراعٍ مشارك في عام 2018.

## روابط خارجية
- الموقع الرسمي
- ميتري نسخة محفوظة 29 مارس 2017 على موقع واي باك مشين. في ماركت فيجوال نسخة محفوظة 3 سبتمبر 2008 على موقع واي باك مشين.